# خانه در حال سوختن است (فیلم)
خانه در حال سوختن است (به انگلیسی: The House Is Burning) فیلمی محصول سال ۲۰۰۶ و به کارگردانی هولگر ارنست است. در این فیلم بازیگرانی همچون جان دیهل، ملیسا لیو، رابین لرد تیلور و امیلی مید ایفای نقش کرده‌اند.